# حصار دابور
وقع حصار دابور كجزء من حملة الملك المصري رمسيس الثاني لقمع الجليل وغزو سوريا عام 1269 ق.م. وصف حملته على جدار معبده الجنائزي، معبد الرامسيوم في طيبة ، مصر. تقول النقوش أن دبور كان «في أرض حاتي». على الرغم من أن دابور قد تم التعرف عليه في كثير من الأحيان مع طابور في كنعان، إلا أن عالم المصريات كينيث كيتشن يجادل بأن هذا التعريف غير صحيح وأن دابور المعني كان في سوريا، شمال قادش.
تصور النقوش المصرية دابور على أنها مستوطنة شديدة التحصين بجدران داخلية وخارجية وتقع على تل صخري، وهو ما كان معتادًا في مستوطنات العصر البرونزي في سوريا وخارجها.
تُظهر الرسوم التوضيحية المعاصرة للحصار استخدام السلالم والعربات مع الجنود يتسلقون سلالم الميزان بدعم من الرماة. ستة من أبناء رمسيس، ما زالوا يرتدون أقفالهم الجانبية، يظهرون أيضًا في تلك الصور للحصار. كما ظهر في الرسوم ستة أبناء لرمسيس الثاني الذين ما زالوا يرتدون تسريحات شعرهم الجانبية.
تم غزو دبور ونصب تمثال لرمسيس الثاني هناك على شكله، كما نصب حامية دائمة هناك. يمثل هذا الأمر بالنسبة لرمسيس الثاني انتقامًا من نتيجة معركة قادش غير الحاسمة. أظهر قدرته على أن يأخذ من الحيثيين نقطة إستراتيجية ذات أهمية تفصل مملكة أمورو عن سيطرتهم.

## الخلفية التاريخية
في القرن الثالث عشر قبل الميلاد قاتل المصريون والحيثيون من أجل السيادة في رتنو (منطقة فلسطين وسوريا اليوم). بعد معركة قادش المكلفة، أصلح رمسيس الثاني جيشه وبعد ثلاث سنوات (1271 قبل الميلاد) بدأ حملة أخرى في الأراضي الفلسطينية السورية، التي كانت لا تزال تحت حكم الحيثيين. احتل رمسيس الثاني عدة مدن مهمة مثل غزة ويافا وصور وصيدا وبيروت. الملك الحثي الجديد العظيم مورشيلي الثالث. لم يتدخل خلال حملة رمسيس الثاني. تجنب الملك المصري هجومًا آخر على قادش وسار إلى مدينة دابور الحيثية، التي كانت على بعد حوالي 100 كيلومتر شمال قادش.

## المعركة
لا يُعرف الكثير عن قوة القوات والمسار الدقيق للمعركة. يشير التمثيل المصور في معبد رامسيوم الجنائزي إلى أن رمسيس الثاني كان لديه جيش من المركبات والرماة والمشاة بالسيوف والدروع. يمكن أيضًا رؤية الفارس ، مما قد يشير إلى وجود سلاح فرسان. كان لدى المدافعين عن دابور أيضًا رماة ورماح. حاول المصريون تسلق القلعة بالسلالم التي دافع عنها الحيثيون بالحراب والسهام والكرات الحجرية. في النهاية اضطر دابور إلى الاستسلام واستولى المصريون على المدينة.

## بعد الحصار
لم تسفر حرب مصر ضد الإمبراطورية الحيثية من أجل الحكم في رتنو عن فائز واضح في الفترة اللاحقة. تغير الحكم على المدن السورية مرارا وتكرارا. فقط عندما أصبحت الإمبراطورية الآشورية الحديثة في الشمال تشكل تهديدًا للحيثيين، في عام 1259 قبل الميلاد. وقعت معاهدة سلام مع مصر لأنهم أرادوا تجنب حرب على جبهتين. تعتبر معاهدة السلام المصرية الحيثية أقدم معاهدة سلام مكتوبة. مقتطفاته معلقة في مقر الأمم المتحدة في نيويورك.

## مصدر أثري
كانت معركة دابور قد صورت رمسيس الثاني على جدران معبده الجنائزي، رامسيوم في طيبة. يمكنك رؤية الفرعون غير المدرع رمسيس الثاني، الذي يتدحرج على العدو بمركبته ويطلق النار على المدافعين عن دابور بقوس. جيش رمسيس يقتحم القلعة بالسلالم بينما يقصف الرماة المدافعين عن دابور. يمكنك أيضًا مشاهدة قوات المشاة المصرية وهي تحمي اثنين من أبناء رمسيس بالدروع. يقوم المدافعون عن دابور أيضًا بإطلاق السهام والمقذوفات على المهاجمين ومحاولة صد المتسلقين بالرماح. يمكنك أيضًا رؤية وحدات المركبات وسلاح الفرسان الأخرى.